# Síndrome da artéria mesentérica superior
A Síndrome da Artéria Mesentérica Superior (SAMS), Síndrome de Wilkie ou até mesmo Pinçamento Aorto-Mesentérico (em inglês SMAS – Superior Mesenteric Artery Syndrome ou Wilkie’s Syndrome) é um distúrbio gastro-vascular em que a terceira e a quarta porção do Duodeno é comprimida entre a Aorta abdominal e a Artéria mesentérica superior subjacente.
Esta síndrome rara e potencialmente fatal é geralmente causada por um ângulo de 6º a 25º graus entre a Aorta abdominal e a Artéria mesentérica superior, em comparação com a variação normal de 38º a 56º, devido à falta de gordura retroperitoneal e visceral (gordura mesentérica). Além disso, a distância aortomesentérica é de 2 a 8 milímetros, ao contrário do típico 10 a 20 milímetros. No entanto, um ângulo estreito da Artéria Mesentérica Superior por si só não é suficiente para fazer um diagnóstico, porque os pacientes com IMC baixo (Índice de massa corporal), principalmente crianças, são conhecidos por terem um ângulo estreito da Artéria mesentérica superior sem sintomas de Síndrome de Wilkie.
É distinta da Síndrome do quebra-nozes, que é o aprisionamento da veia renal esquerda entre Aorta Abdominal e a Artéria Mesentérica Superior subjacente, embora seja possível ser diagnosticado com ambas as condições.

## História da síndrome de Wilkie
A Síndrome de Wilkie foi descrita pela primeira vez em 1861 por Carl Freiherr von Rokitansky em vítimas na autópsia, mas permaneceu patologicamente indefinida até 1927, quando Wilkie publicou a primeira série abrangente de 75 pacientes.

## Sinais e sintomas
Os sinais e sintomas incluem saciedade precoce, náusea, vômitos, refluxo, azia, dor abdominal pós-prandial "aguda" extrema (devido à compressão duodenal e ao peristaltismo compensatório invertido), distensão abdominal, arrotos, hipersensibilidade externa ou sensibilidade da área abdominal. Em bebês, dificuldades de alimentação e baixo ganho de peso também são sintomas frequentes.
Em alguns casos de Síndrome de Wilkie, pode ocorrer desnutrição grave que acompanha a perda espontânea. Isso, por sua vez, aumenta a compressão duodenal, o que piora a causa subjacente, criando um ciclo de agravamento dos sintomas.
O medo de comer é comumente visto entre aqueles com a forma crônica da Síndrome de Wilkie. Para muitos, os sintomas são parcialmente aliviados quando em decúbito lateral esquerdo ou posição do joelho contra o peito, ou na posição prona (de bruços). A manobra de Hayes, que corresponde à aplicação de pressão abaixo do umbigo no sentido cefálico e dorsal, eleva a raiz da Artéria Mesentérica Superior, também amenizando um pouco a compressão. Os sintomas podem ser agravados ao inclinar-se para a direita ou ao ficar com a face voltada para cima.

## Causas da síndrome de Wilkie
A gordura retroperitoneal e o tecido linfático normalmente servem como uma almofada para o duodeno, protegendo-o da compressão pela Artéria mesentérica superior. A Síndrome de Wilkie é, portanto, desencadeada por qualquer condição envolvendo uma falta de coxim de gordura e ângulo mesentérico estreito. A Síndrome de Wilkie pode se apresentar em duas formas: crônica/congênita ou aguda/induzida.
Pacientes com a forma congênita crônica da Síndrome de Wilkie têm predominantemente uma história longa ou mesmo vitalícia de queixas abdominais com exacerbações intermitentes, dependendo do grau de compressão duodenal. Os fatores de risco incluem características anatômicas como: constituição corporal astênica (muito magro(a) ou "esguio(a)" ), uma inserção excepcionalmente alta do duodeno no ligamento de Treitz, uma origem particularmente baixa da Artéria mesentérica superior ou má rotação intestinal em torno de um eixo formado pelo Arteria Mesentérica Superior. A predisposição é facilmente agravada por qualquer um dos seguintes: baixa motilidade do trato digestivo, tumores retropericionais, perda de apetite, má absorção, caquexia, lordose lombar exagerada, visceroptose, flacidez da parede abdominal, aderências peritoneais, trauma abdominal, rápido surto de crescimento linear do adolescente, perda de peso, fome, estados catabólicos (como com câncer e queimaduras) e história de lesão neurológica. Houve um caso publicado no Brasil sobre Síndrome de Wilkie após uma mulher passar por lipoaspiração. A Artéria mesentérica superior pode estar associada a e / ou uma manifestação de tuberculose abdominal. A forma aguda da Síndrome de Wilkie se desenvolve rapidamente após incidentes traumáticos que hiperestendem forçosamente a Artéria mesentérica superior através do duodeno, induzindo a obstrução ou perda súbita de peso por qualquer motivo. As causas incluem repouso prolongado em posição supina, cirurgia de escoliose, nefrectomia esquerda, cirurgia de bolsa íleo-anal.
É importante observar, entretanto, que embora a Síndrome de Wilkie possa mimetizar um transtorno alimentar, distinguir as duas condições é extremamente importante, pois o diagnóstico incorreto nessa situação pode ser perigoso.

## Diagnósticos e exames
O diagnóstico é muito difícil e geralmente de exclusão. A Síndrome de Wilkie é, portanto, considerada apenas após os pacientes terem sido submetidos a uma avaliação extensa de seu trato gastrointestinal, incluindo endoscopia alta, e avaliação para várias condições intestinais de má absorção, ulcerativas e inflamatórias com uma frequência diagnóstica mais alta. O diagnóstico pode seguir o exame de raios-X revelando dilatação do duodeno seguida por constrição abrupta proximal à Artéria mesentérica superior sobrejacente, bem como um atraso no trânsito de quatro a seis horas pela região gastroduodenal. Os exames diagnósticos padrão incluem Tomografia Computadorizada (TC) abdominal e pélvica com contraste oral e intravenoso; Estudo contrastado de esôfago-estômago-duodeno (EED) ou também chamado de Seriografia e, para casos duvidosos, raios-X de duodenografia hipotônica. Além disso, estudos de imagem vascular, como ultrassom e angiografia com contraste, podem ser usados para indicar o aumento da velocidade do fluxo sanguíneo por meio da Artéria mesentérica superior ou um ângulo da Artéria Mesentérica Superior estreita. Apesar de vários relatos de casos, há controvérsia em torno do diagnóstico e até mesmo da existência da Síndrome de Wilkie, uma vez que os sintomas nem sempre se correlacionam bem com os achados radiológicos e nem sempre podem melhorar após a correção cirúrgica. No entanto, a razão para a persistência dos sintomas gastrointestinais mesmo após a correção cirúrgica em alguns casos foi atribuída à proeminência remanescente do peristaltismo revertido em contraste com o peristaltismo direto.
Visto que as mulheres com idades entre 10 e 30 anos são as mais frequentemente afetadas, não é incomum que os médicos inicialmente e incorretamente presumam que o emagrecimento é uma escolha da paciente, em vez de uma consequência da Síndrome de Wilkie. Pacientes nos estágios iniciais da Síndrome de Wilkie muitas vezes permanecem inconscientes de que estão doentes até que danos substanciais à sua saúde sejam causados, uma vez que eles podem tentar se adaptar à condição diminuindo gradualmente sua ingestão de alimentos ou gravitando naturalmente em direção a uma dieta mais leve e mais digerível.

## Tratamento conservador e cirurgia
A Síndrome de Wilkie pode se apresentar na forma adquirida aguda (por exemplo, emergindo abruptamente dentro de uma internação após cirurgia de escoliose), bem como na forma crônica (ou seja, se desenvolvendo ao longo da vida e avançando devido a gatilhos ambientais, mudanças de vida ou outras doenças). De acordo com várias fontes recentes, pelo menos 70% dos casos podem ser tratados com tratamento médico, enquanto o restante requer tratamento cirúrgico. Em muitos casos, o tratamento médico é tentado primeiro. Em alguns casos, a cirurgia de emergência é necessária no momento da apresentação. Um teste de seis semanas de tratamento médico é recomendado em casos pediátricos. O objetivo do tratamento médico para a Síndrome de Wilkie é a resolução das condições subjacentes e ganho de peso. O tratamento médico pode envolver a colocação de sonda nasogástrica para descompressão duodenal e gástrica, mobilização para a posição prona ou decúbito lateral esquerdo, a reversão ou remoção do fator precipitante com nutrição adequada e reposição de fluido e eletrólitos, seja por inserção cirúrgica de sonda de alimentação jejunal, intubação nasogástrica ou Cateter Central de Inserção Periférica (PICC em inglês) administrando Nutrição Parenteral Total (NPT). Agentes pró-motilidade, como Metoclopramida, Domperidona, também podem ser benéficos. Os sintomas podem melhorar após a restauração do peso, exceto quando o peristaltismo revertido persistir ou se a gordura recuperada se recusar a se acumular dentro do ângulo mesentérico. A maioria dos pacientes parece se beneficiar do suporte nutricional com hiperalimentação, independentemente da história da doença. Se o tratamento médico falhar ou não for viável devido a doença grave, é necessária uma intervenção cirúrgica. A operação mais comum para a Síndrome de Wilkie, a Duodenojejunostomia, foi proposta pela primeira vez em 1907 por Bloodgood.
Realizada como uma cirurgia aberta ou laparoscopicamente, a Duodenojejunostomia envolve a criação de uma anastomose entre o duodeno e o jejuno, contornando a compressão causada pelo Artéria Aorta e pela Artéria mesentérica superior. Tratamentos cirúrgicos menos comuns para a Síndrome de Wilkie incluem Duodenojejunostomia em Y de Roux, Gastrojejunostomia, transposição anterior da terceira parte do duodeno, derotação intestinal, divisão do ligamento de Treitz (operação de Strong) e transposição da Artéria mesentérica superior. A transposição da Artéria Mesentérica Superior e a lise do músculo suspensor duodenal ambas têm a vantagem de não envolver a criação de uma anastomose intestinal.
A possível persistência dos sintomas após o bypass cirúrgico pode ser atribuída à proeminência remanescente do peristaltismo revertido em contraste com o peristaltismo direto, embora o fator precipitante (a compressão duodenal) tenha sido contornado ou aliviado. Foi demonstrado que o peristaltismo revertido responde à drenagem circular duodenal - um procedimento cirúrgico aberto complexo e invasivo originalmente implementado e realizado na China. Já existe um outro procedimento promissor chamado Duodenoduodenostomia, mas ainda se encontra em fase experimental e quem a realiza é o médico Dr. Darwin Ang em Ocala, no estado da Flórida nos EUA. Em alguns casos, a Síndrome de Wilkie pode ocorrer junto com uma doença grave e potencialmente fatal, como câncer ou AIDS. Mesmo nesses casos, porém, o tratamento da Síndrome de Wilkie pode levar a uma redução dos sintomas e a um aumento da qualidade de vida.

## Prognóstico
O atraso no diagnóstico da Síndrome de Wilkie pode resultar em catabólise fatal (desnutrição avançada), desidratação, anormalidades eletrolíticas, hipocalemia, ruptura gástrica aguda ou perfuração intestinal (de isquemia mesentérica prolongada), distensão gástrica, sangramento gastrointestinal superior espontâneo, choque hipovolêmico e pneumonia por aspiração. Uma taxa de mortalidade de 1 em 3 para a Síndrome da Artéria Mesentérica Superior foi citada por um pequeno número de fontes. No entanto, após extensa pesquisa, dados originais estabelecendo essa taxa de mortalidade não foram encontrados, indicando que o número provavelmente não é confiável. Embora possam não existir pesquisas que estabeleçam uma taxa de mortalidade oficial, dois estudos recentes de pacientes com Síndrome de Wilkie, um publicado em 2006 analisando 22 casos e outro em 2012 analisando 80 casos,  mostram taxas de mortalidade de 0% e 6,3%, respectivamente. De acordo com os médicos em um desses estudos, o resultado esperado para o tratamento da Síndrome da Artéria Mesentérica Superior é geralmente considerado excelente.

## Artistas e famosos
O ator, diretor, produtor e escritor americano Christopher Reeve teve a forma aguda de Síndrome de Wilkie como resultado de lesão na medula espinhal.

## Epidemiologia
De acordo com um estudo de 1956, apenas 0,3% dos pacientes encaminhados para estudos com bário do trato gastrointestinal superior se enquadram nesse diagnóstico e, portanto, é uma doença rara. O reconhecimento da Síndrome da Artéria Mesentérica Superior como uma entidade clínica distinta é controverso, em parte devido à sua possível confusão com várias outras condições, embora agora seja amplamente reconhecido. No entanto, o desconhecimento dessa condição na comunidade médica, juntamente com sua sintomatologia intermitente e inespecífica, provavelmente resulta em seu subdiagnóstico. Como a síndrome envolve falta de gordura essencial, mais da metade dos diagnosticados estão abaixo do peso, às vezes a ponto de adoecer e emaciar (emagrecimento extremo). As mulheres são afetadas com mais frequência do que os homens e, embora a síndrome possa ocorrer em qualquer idade, é mais freqüentemente diagnosticada no início da idade adulta. As condições comórbidas mais comuns incluem transtornos mentais e comportamentais, incluindo transtornos alimentares e depressão, doenças infecciosas, incluindo tuberculose e gastroenterite aguda, e doenças do sistema nervoso, incluindo distrofia muscular, doença de Parkinson e paralisia cerebral.

## Sem fins lucrativos
Em 2017, a única organização sem fins lucrativos dos EUA começou a distribuir subsídios para aqueles que sofrem de SMAS (Síndrome de Wilkie). Eles estão registrados no IRS (Internal Revenue Service) sob o nome Superior Mesenteric Artery Syndrome Research, Awareness and Support, mas também trabalham sob o DBA da SMAS Patient Assistance. Atualmente existe um site americano apoiando a causa, visto que é uma doença rara e pacientes precisam de apoio.